# Pavillon de l'Esprit Nouveau
Pavillon de l'Esprit Nouveau (Pavilonul Spiritului Nou, sau Pavilionul Noului Spirit, într-o traducere „cuvânt cu cuvânt”) a fost o casă model, de concepție modulară, construită pentru Expoziția Internațională a Artelor Decorative și Industriale Moderne din 1925, la Paris, Franța, în arondismentul 8 al capitalei.
Clădirea a fost proiectată de arhitecții elvețieni Charles-Édouard Jeanneret (unoscut, mai ales, prin pseudonimul său, Le Corbusier) și vărul său, Pierre Jeanneret.

## Clădire
Pavilioanul a fost conceput ca o locuință modulară, care putea fi combinată cu altele asemănătoare, modulare, pentru a forma un bloc mai mare. 
Clădirea avea circa 200 m2 de suprafață locuibilă și utiliza un plan deschis. Un etaj inferior conținea spații de locuit și o bucătărie, în timp ce un al doilea etaj conținea dormitoare și o baie.
În proiectarea clădirii, Le Corbusier și Jeanneret s-au abătut din punct de vedere estetic și ideologic de stilul Art Deco care domina expoziția. Cei doi arhitecți, considerând arhitectura prea îndepărtată de nevoile umane, au pus accent pe funcționalitate și au încercat să diminueze drastic decorarea. Pentru a reduce nevoia de mobilier decorativ, Le Corbusier și Jeanneret au inclus o multitudine de mobilier încorporat, inclusiv dulapuri și rafturi. Pavilionul a inclus, de asemenea, câteva sculpturi cubiste de Jacques Lipchitz, dintre care una a fost plasată pe iarbă, în fața clădirii.

## Reconstruire

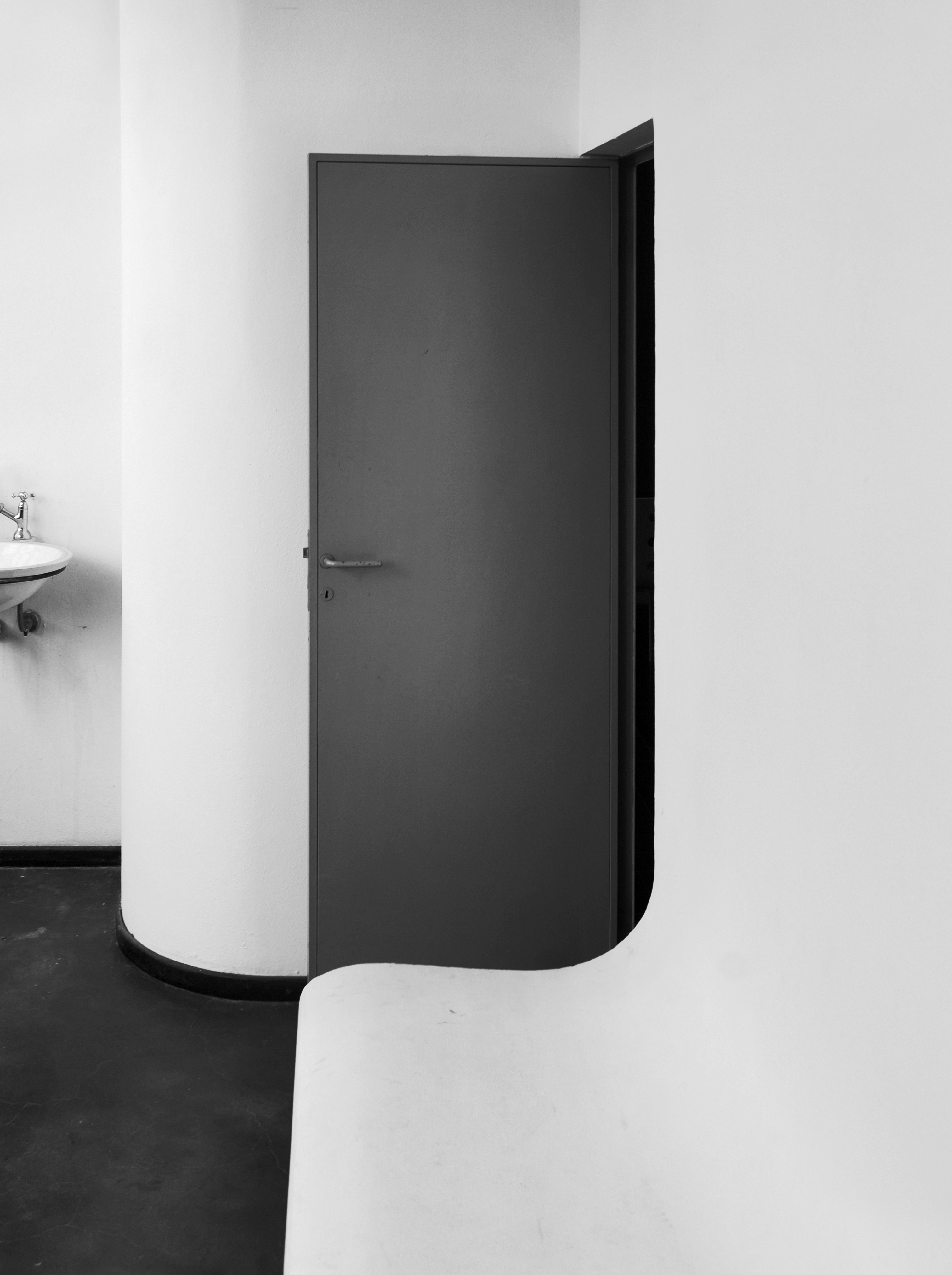
Imagine a unei părți a interiorului reconstruirii clădirii Pavilionului Noului Spirit din 1977, de la Bologna din Italia

În 1977, trei arhitecți italieni, Glauco Gresleri, Giuliano Gresleri și Jose Oubrerie, au construit o replică exactă a clădirii în districtul Fiera, Bologna, în Italia, pentru expoziția de construcții SAIE. Arhitecții au finalizat proiectul în colaborare cu Fundația Le Corbusier.
Pavilionul reconstruit a fost restaurat în 2017.

## Proiecte similare
Când Le Corbusier a proiectat complexul de locuințe Fruges la Pessac, aproape de Bordeaux, cele șapte case situate la capătul vestic al terenului au fost concepute având caracteristici similare clădirii originare a Pavilionului Spiritului Nou.
Fiecare casă constă într-un bloc dreptunghiular, separat de casa alăturată printr-un spațiu egal cu dimensiunea casei. Astfel, avem de a face cu un model modular de tipul A-B-A-B-A-B pe întreaga lungime a drumului și a parcelei de teren utilizate. Ceea ce face acest model remarcabil este acoperișul subțire, arcuit din beton care se extinde peste grădină, precum pavilionul originar, care avea o grădină interioară, cu o gaură în acoperiș pentru a lăsa copacul „să iasă.”

## Receptare, apreciere
Într-un articol, din 2017, scris pentru postul de televiziune CNN, Stephen Bayley a numit clădirea (Pavillon de l'Esprit Nouveau) ca fiind „una dintre primele 20 de proiecte care au definit lumea modernă” (în original, "One of the top 20 designs that defined the modern world."